# ゲオルク (ザクセン公)

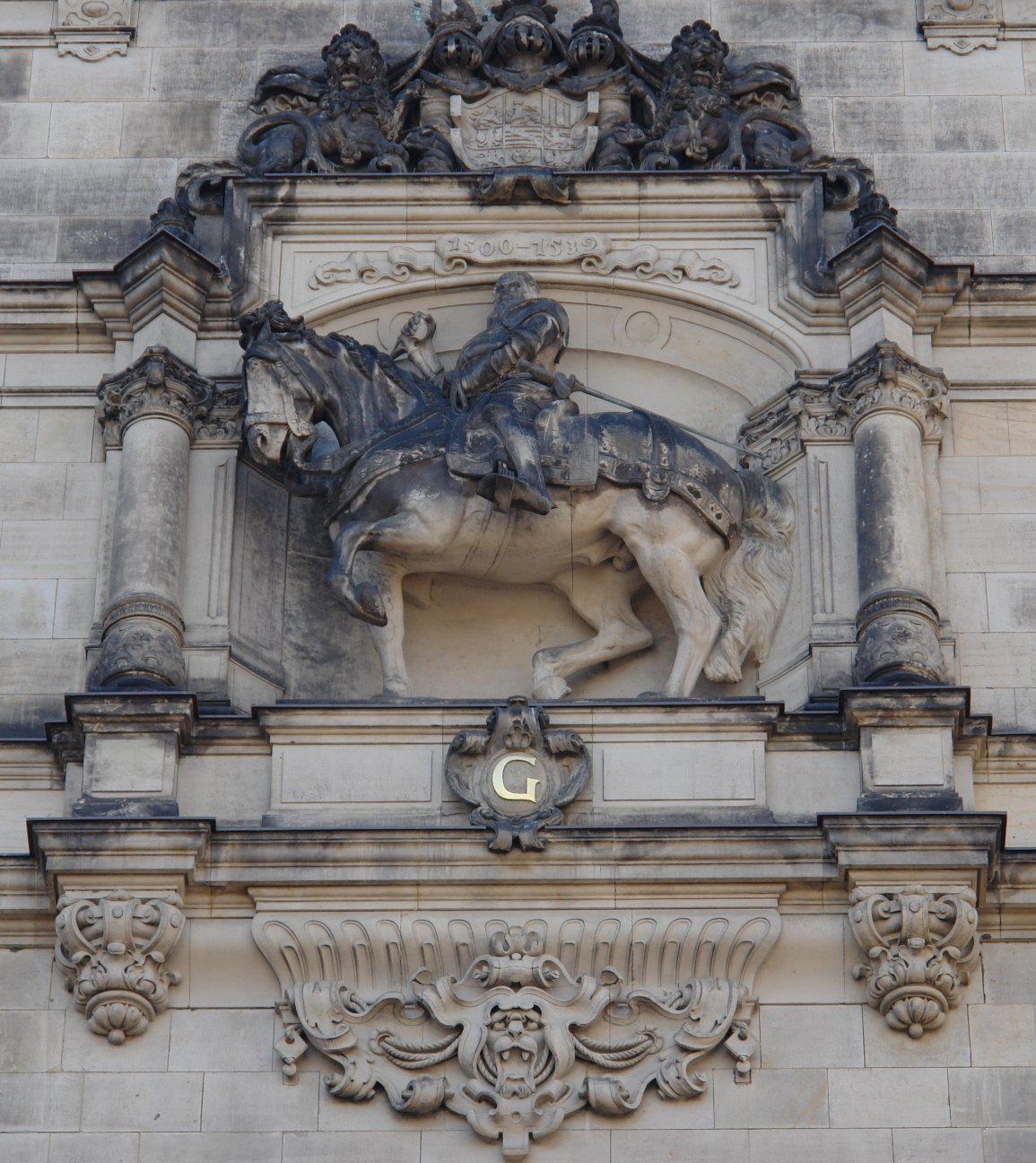
ドレスデンの市街にあるゲオルク髭公の騎馬姿のレリーフ

ゲオルク（Herzog Georg von Sachsen, 1471年8月27日 - 1539年4月17日）は、アルベルティン系のザクセン公（在位：1500年 - 1539年）。ゲオルク髭公（Georg der Bärtige）の呼び名で知られる。

## 生涯
ザクセン公アルブレヒト3世とその妻でボヘミア王イジーの娘であるズデンカの間の長男として生まれた。父が1488年にフランドルとフリースラントへの遠征に出かけて不在だった時、ゲオルクは父の代理を務めて、採鉱場の経営など様々な国務を取り仕切りった。1500年に父が死ぬと、ゲオルクは名実共にアルベルティン系ザクセン公国の統治者となった。ゲオルクは一時は聖職者の道を歩むことが定められていたこともあって高度な教育を受けており、ラテン語に精通し、神学上の問題にも関心を寄せていた。また、金羊毛騎士団の騎士でもあった。
一方、弟のハインリヒは父からフリースラント地方の領土を相続していた。しかしフリース人達は領主であるハインリヒに反抗し、ハインリヒは1505年5月30日に自分では統治できないフリースラントの支配権を放棄して兄のゲオルクにこれを譲り、自分はフライベルクとヴォルケンシュタインの代官の地位に落ち着いた。フリースラントでは1514年から1517年まで、ゲオルクとフリース人の族長でフローニンゲンに本拠をおくオストフリースラント伯エッツァルト1世との間でフリースラントのフェーデと呼ばれる戦争が続いた。
ゲオルクはヤン・フスやマルティン・ルターといった宗教改革者の説く新しい教義（プロテスタント）に対し、断固とした敵対姿勢をとった。1523年には自分の領国内に普及していたルター派聖書を全て没収している。1525年7月、北ドイツのカトリック信徒の有力諸侯達と共に、さらなるルター派教義の拡散を防ぐことを目的としたデッサウ同盟を結んだ。しかし、彼らの努力もむなしく、北ドイツの諸邦全域に宗教改革が入り込んでいった。
ドイツ農民戦争中の1525年5月、ゲオルクは婿のヘッセン方伯フィリップ1世及び盟友のブラウンシュヴァイク＝ヴォルフェンビュッテル公ハインリヒ2世と共にフランケンハウゼンの戦いで農民軍を壊滅させている。
1496年にポーランド王カジミェシュ4世の娘バルバラと結婚し、以来38年間連れ添った。1534年にバルバラが死んで以後、ゲオルクは妻の喪に服して髭を剃ることをやめたため、「髭公」のあだ名で呼ばれるようになった。
ゲオルクの後継ぎ息子ヨハンは病弱で、1537年には子供のないまま亡くなった。知的障害のある下の息子フリードリヒが世継ぎになったが、フリードリヒも1539年2月26日に死去、ゲオルクも4月17日に亡くなった。ゲオルクはルター派に改宗していた弟ハインリヒがアルベルティン系ザクセン公国を継承するのを阻止しようとしたが、無駄に終わった。

## 子女
妻バルバラとの間に10人の子供をもうけた。
- クリストフ（1497年）
- ヨハン（1498年 - 1537年）
- ヴォルフガング（1499年 - 1500年）
- アンナ（1500年）
- クリストフ（1501年）
- アグネス（1503年）
- フリードリヒ（1504年 - 1539年）
- クリスティーナ（1505年 - 1549年） - 1523年、ヘッセン方伯フィリップ1世と結婚
- マグダレーネ（1507年 - 1534年） - 1524年、ブランデンブルク選帝侯ヨアヒム2世と結婚